# Línea 24 (TUCARSA)
La línea 24 de la red de autobuses urbanos de Cartagena (TUCARSA) une el Paseo de Alfonso XIII con Pozo Estrecho.

## Características
Esta línea une Cartagena con las localidades de La Palma y Pozo Estrecho. Algunas expediciones tienen parada en La Puebla.
Hasta el 3 de diciembre de 2021, algunas expediciones de la línea ampliaban su itinerario hasta Roldán (Torre-Pacheco), saliendo del término municipal. Desde esa fecha, la línea 45 de Movibus une ambos municipios.
La línea mantiene los mismos horarios todo el año (exceptuando las vísperas de festivo y festivos de Navidad).
Es operada por ALSA (TUCARSA).

## Horarios
| Lunes a viernes laborables              |                                       |                                       |                                       |                                       |                                       |                                       |                                       |                                       |                                       |                                       |                                       |                                       |                                       |                                       |                                       |                                       |                                       |                                       |                                       |                                       |                                       |                                       |                                       |                                       |                                       |                                       |                                       |                                       |                                       |                                       |                                       |
| Paseo de Alfonso XIII > Pozo Estrecho   | Paseo de Alfonso XIII > Pozo Estrecho | Paseo de Alfonso XIII > Pozo Estrecho | Paseo de Alfonso XIII > Pozo Estrecho | Paseo de Alfonso XIII > Pozo Estrecho | Paseo de Alfonso XIII > Pozo Estrecho | Paseo de Alfonso XIII > Pozo Estrecho | Paseo de Alfonso XIII > Pozo Estrecho | Paseo de Alfonso XIII > Pozo Estrecho | Paseo de Alfonso XIII > Pozo Estrecho | Paseo de Alfonso XIII > Pozo Estrecho | Paseo de Alfonso XIII > Pozo Estrecho | Paseo de Alfonso XIII > Pozo Estrecho | Paseo de Alfonso XIII > Pozo Estrecho | Paseo de Alfonso XIII > Pozo Estrecho | Pozo Estrecho > Paseo de Alfonso XIII | Pozo Estrecho > Paseo de Alfonso XIII | Pozo Estrecho > Paseo de Alfonso XIII | Pozo Estrecho > Paseo de Alfonso XIII | Pozo Estrecho > Paseo de Alfonso XIII | Pozo Estrecho > Paseo de Alfonso XIII | Pozo Estrecho > Paseo de Alfonso XIII | Pozo Estrecho > Paseo de Alfonso XIII | Pozo Estrecho > Paseo de Alfonso XIII | Pozo Estrecho > Paseo de Alfonso XIII | Pozo Estrecho > Paseo de Alfonso XIII | Pozo Estrecho > Paseo de Alfonso XIII | Pozo Estrecho > Paseo de Alfonso XIII | Pozo Estrecho > Paseo de Alfonso XIII | Pozo Estrecho > Paseo de Alfonso XIII | Pozo Estrecho > Paseo de Alfonso XIII | Pozo Estrecho > Paseo de Alfonso XIII |
| 07                                      | 08                                    | 09                                    | 10                                    | 11                                    | 12                                    | 13                                    | 14                                    | 15                                    | 16                                    | 17                                    | 18                                    | 19                                    | 20                                    | 21                                    | 06                                    | 07                                    | 08                                    | 09                                    | 10                                    | 11                                    | 12                                    | 13                                    | 14                                    | 15                                    | 16                                    | 17                                    | 18                                    | 19                                    | 20                                    | 21                                    | 22                                    |
| 00*                                     |                                       | 00                                    | 00                                    | 00                                    | 30                                    | 30*                                   |                                       | 30                                    | 30                                    | 30                                    | 30                                    | 30*                                   |                                       | 00                                    | 30*                                   |                                       | 00*                                   | 30                                    | 30                                    | 30                                    |                                       | 00                                    | 15                                    |                                       | 00                                    | 00                                    | 00                                    | 00                                    | 15*                                   | 30                                    |                                       |
| Sábados laborables, domingos y festivos |                                       |                                       |                                       |                                       |                                       |                                       |                                       |                                       |                                       |                                       |                                       |                                       |                                       |                                       |                                       |                                       |                                       |                                       |                                       |                                       |                                       |                                       |                                       |                                       |                                       |                                       |                                       |                                       |                                       |                                       |                                       |
| Paseo de Alfonso XIII > Pozo Estrecho   | Paseo de Alfonso XIII > Pozo Estrecho | Paseo de Alfonso XIII > Pozo Estrecho | Paseo de Alfonso XIII > Pozo Estrecho | Paseo de Alfonso XIII > Pozo Estrecho | Paseo de Alfonso XIII > Pozo Estrecho | Paseo de Alfonso XIII > Pozo Estrecho | Paseo de Alfonso XIII > Pozo Estrecho | Paseo de Alfonso XIII > Pozo Estrecho | Paseo de Alfonso XIII > Pozo Estrecho | Paseo de Alfonso XIII > Pozo Estrecho | Paseo de Alfonso XIII > Pozo Estrecho | Paseo de Alfonso XIII > Pozo Estrecho | Paseo de Alfonso XIII > Pozo Estrecho | Paseo de Alfonso XIII > Pozo Estrecho | Pozo Estrecho > Paseo de Alfonso XIII | Pozo Estrecho > Paseo de Alfonso XIII | Pozo Estrecho > Paseo de Alfonso XIII | Pozo Estrecho > Paseo de Alfonso XIII | Pozo Estrecho > Paseo de Alfonso XIII | Pozo Estrecho > Paseo de Alfonso XIII | Pozo Estrecho > Paseo de Alfonso XIII | Pozo Estrecho > Paseo de Alfonso XIII | Pozo Estrecho > Paseo de Alfonso XIII | Pozo Estrecho > Paseo de Alfonso XIII | Pozo Estrecho > Paseo de Alfonso XIII | Pozo Estrecho > Paseo de Alfonso XIII | Pozo Estrecho > Paseo de Alfonso XIII | Pozo Estrecho > Paseo de Alfonso XIII | Pozo Estrecho > Paseo de Alfonso XIII | Pozo Estrecho > Paseo de Alfonso XIII | Pozo Estrecho > Paseo de Alfonso XIII |
| 07                                      | 08                                    | 09                                    | 10                                    | 11                                    | 12                                    | 13                                    | 14                                    | 15                                    | 16                                    | 17                                    | 18                                    | 19                                    | 20                                    | 21                                    | 06                                    | 07                                    | 08                                    | 09                                    | 10                                    | 11                                    | 12                                    | 13                                    | 14                                    | 15                                    | 16                                    | 17                                    | 18                                    | 19                                    | 20                                    | 21                                    | 22                                    |
|                                         |                                       | 00*                                   | 30                                    |                                       |                                       | 30*                                   |                                       |                                       | 30                                    |                                       |                                       |                                       | 30                                    | 30*                                   |                                       |                                       |                                       | 45*                                   |                                       | 00                                    |                                       |                                       | 15*                                   |                                       |                                       | 00                                    |                                       |                                       |                                       | 00                                    | 15*                                   |
| *Pasa por La Puebla                     |                                       |                                       |                                       |                                       |                                       |                                       |                                       |                                       |                                       |                                       |                                       |                                       |                                       |                                       |                                       |                                       |                                       |                                       |                                       |                                       |                                       |                                       |                                       |                                       |                                       |                                       |                                       |                                       |                                       |                                       |                                       |

## Recorrido y paradas

### Sentido Pozo Estrecho
| Parada                                    | Común con                      |
| ----------------------------------------- | ------------------------------ |
| Alfonso XIII - Jiménez de La Espada       | 4 5 6 7 12 14                  |
| Alfonso XIII - Bingo                      | 1 2 4 5 6 7 12 14              |
| Alfonso XIII - ONCE                       | 1 2 4 5 6 7 12 14 18 42A       |
| Alfonso XIII - Asamblea Regional (Frente) | 1 2 4 5 6 7 12 14 18 30 41 42A |
| Pintor Portela - Huerto                   | 4                              |
| Avda. Tito Didio - El Mojón               | 4                              |
| Avda. Tito Didio - Gasolinera (Frente)    |                                |
| Los López                                 |                                |
| La Aparecida                              | 21                             |
| Cruce de Las Cañas                        |                                |
| Curva de Los Osetes                       |                                |
| La Puebla                                 | 21                             |
| La Palma - Iglesia                        | 45                             |
| Los Pascuales                             |                                |
| Pozo Estrecho                             | 45                             |

### Sentido Cartagena
| Parada                             | Común con                   |
| ---------------------------------- | --------------------------- |
| Pozo Estrecho                      | 45                          |
| Los Pascuales                      |                             |
| La Palma - Iglesia                 | 45                          |
| Curva de Los Osetes                |                             |
| La Puebla                          | 21                          |
| Cruce de Las Cañas                 |                             |
| La Aparecida                       | 21                          |
| Los López                          |                             |
| Avda. Tito Didio - Gasolinera      |                             |
| Avda. Tito Didio - Quintiliano     | 4                           |
| Pintor Portela - Menorca           | 4                           |
| Alfonso XIII - Hospital del Rosell | 1 4 6 7 12 14 42C 45 47 411 |
| Alfonso XIII - Asamblea Regional   | 1 2 4 5 6 7 12 14 18 41 42A |
| Alfonso XIII - ONCE (Frente)       | 1 2 4 5 6 7 12 14 18 42A    |
| Alfonso XIII - Bingo (Frente)      | 1 2 4 5 6 7 12 14           |
| Alfonso XIII - Adoratrices         | 4 5 6 7 12 14               |